# 陳嘉樺
陳 嘉樺（エラ・チェン、チェン・ジアフア、1981年6月18日 - ）は、台湾の歌手、女優。S.H.EのElla。

## 来歴
台湾最南部の屏東県出身。弟と台北を旅行していた最中に姉の手により勝手にオーディションに応募され、その結果任家萱、田馥甄とともに、華研国際音楽から S.H.E として2001年にデビュー。
S.H.Eの一員としては、歌において低音を、妹的キャラの田に対して、任とともに姉的キャラ（特に『力強く中性的な姉』）を担当している。
バスケットボールを得意とする。自称、屏東客家人。
2006年に始まった台湾のテレビドラマ『花様少年少女』では、盧瑞莃という男装する女性に扮して主演をこなしている。
『真命天女』で2006年金鐘奨でドラマ番組最優秀主演女優賞にノミネートされた。
2007年8月23日、蘋果日報がインターネット上で行った「美人タレントベスト10」にて5844票を獲得し、1位に選ばれた。
2007年11月25日、台北影視節（台北映像フェスティバル）において、「2007年台湾人気アイドルベスト10」第1位に選ばれた。
2012年5月5日、マレーシア国籍の男性と結婚。
2016年3月13日、映画『缺角一族（邦題：欠けてる一族）』で、第11回大阪アジアン映画祭の薬師真珠賞（最も輝きを放っていると評価された俳優）を受賞した。
2016年10月22日、facebookで妊娠を発表。
2017年4月12日、第一子を出産。
2018年9月30日、デビュー以来所属していた華研国際音楽を離籍。
2018年10月1日、自身の配偶者が代表を務める勁樺娯樂有限公司に移籍。

## 音楽作品

### ソロアルバム
- 薔薔紀念EP（2007年8月24日）
  - ELLAの愛犬薔薔を偲んで製作されたシングルCD。収益の一部は野良動物の保護団体へ寄付される予定。

曲目：
1. 薔薔（想念版）
2. 薔薔（Remix版）
3. 薔薔（想念版kala）
4. Mahal kita（老婆DEMO）

- 我就是...（2012年3月30日）

曲目：
1. 壞女孩
2. 我就是我
3. 懂我再愛我...
4. 厚臉皮
5. 愛像什麼
6. 你被寫在我的歌裡

- Why Not（2015年4月17日）

曲目：
1. 有何不可
2. 有事嗎
3. 你正常嗎
4. 差一點
5. 信愛成癮
6. 浪費眼淚
7. 想念自己
8. 賴床
9. 情書
10. 30啊
11. Why not!

Bouns Track：
1. 真的我
2. 無解

- Ella Show 娛樂無限公司（2020年11月16日）

曲目：
1. 人生不能沒副歌
2. A CA ELLA
3. 娛樂無限公司
4. 晚安歌

## 出演

### ドラマ
- 2001年 愛情大魔咒（邦題：マジカル・ラブ〜愛情大魔術〜）- 朱俐燁 役
- 2002年 薔薇之恋（邦題：薔薇之恋〜薔薇のために〜）- 鄭百合 役
- 2005年 真命天女－任潔 役
- 2006年 花様少年少女（邦題：花ざかりの君たちへ）- 盧瑞莃 役
- 2010年 就想賴著妳（邦題：君には絶対恋してない!〜Down with Love）- 楊果 役
- 2013年 極品大作戰 - 楊愛娃 役
- 2014年 謊言遊戲 - 孫真 役
- 2014年 河畔卿卿 - 陳遠秀 役
- 2024年 今夜一起為愛鼓掌 - 宋青語 役

### 映画
- 2010年 被遺忘的時光 - 陳嘉樺 役
- 2012年 新天生一對 - 馬妞 役
- 2012年 女孩壞壞 - 阿丹 役
- 2015年 吉星高照2015 - 王祖紅 役
- 2015年 缺角一族（邦題：欠けてる一族） - 莎莎 役
- 2021年 聽見歌 再唱 - 黄韻芬 役
- 2023年 速命道 - 陳欣慧 役

### PV
- 2002年 路人甲（動力火車 / MAN）
- 2004年 愛的重唱曲宣傳MV(破鏡重圓篇、左右為難篇、覆水難收篇)
- 2005年 只是當時（真命天女O.S.T.）
- 2005年 再一次擁有（龔詩嘉 / 好・詩嘉）
- 2006年 專屬天使（花様少年少女O.S.T.）
- 2009年 愛到瘋癲（動力火車 / 繼續轉動）
- 2011年 你被寫在我的歌裡（蘇打綠 / 你在煩惱什麼）
- 2012年 懂我再愛我（陳嘉樺 / 我就是..）
- 2013年 歹逗陣（江蕙 / 遠走高飛）
- 2017年 終於結束的起點（五月天/自傳）

### CM/イメージキャラクター
- 2007年 優沛蕾益菌多
- 2007年 映画ライラの冒険 黄金の羅針盤のキャンペーンガール(台湾地区)
- 2008年〜2010年 維他露舒跑
- 2011年〜2012年 Minute Maid 果粒橙
- 2011年 Benefit Cosmetics（台灣區首位代言人）
- 2012年
  - NIKE TRAINING CLUB（大中華區）
  - Caltrate挺立鈣加強錠（台灣）
  - 美粒果（台灣）
  - 美汁源（中國）
  - 與郭品超共同擔任 men's uno超級名模大賽代言人
  - 貝禮詩香甜酒（台灣）
- 2013年
  - BIOTHERM 深海奇肌修護系列（台灣）
  - 我的心機 保養系列
  - 貝禮詩香甜酒（台灣）
  - Ajinomoto味之素 烹大师风味日记（台灣）
  - 第二十屆台灣國際女性影展大使
- 2014年
  - Ajinomoto味之素 烹大师风味日记（台灣）
  - Clinelle（馬來西亞）
  - 我的心機 保養系列
  - 心路基金會-第二屆好天天齊步走 愛心大使
  - 7-ELEVEN把愛找回來 愛心大使
  - World Gym健身俱樂部（台灣首位代言人）
  - 台灣櫻花Sakula 無線遙控數位恆溫熱水器
- 2015年
  - 春風廚紙
  - 7-ELEVEN把愛找回來 愛心大使
  - Ajinomoto味之素 烹大師風味日記（台灣）
  - World Gym健身俱樂部
  - 我的心機 保養系列
  - 7-ELEVEN凉夏骰子樂廣告
  - Clinelle（馬來西亞）
- 2016年
  - World Gym健身俱樂部
  - 我的心機 保養系列
- 2017年
  - 露得清（台灣）
- 2018年
  - 金牌台灣啤酒（台灣）[8]
- 2021年
  - Elastine（台灣）[9]
  - Zwilling（台灣）[10]
- 2021年〜2022年
  - Robinmay（台灣）[11][12]
- 2022年
  - SmartMi 空気清浄機（台灣）[13]
  - Roborock S7 MaxV Ultra（台灣）[14]
- 2023年
  - DR.WU（台灣）[15]
  - Bessie Lady（台灣）[16]
  - ROBINMAY（台灣）[17]
- 2024年
  - ELASTINE（台灣）[18]

## 事故
S.H.Eが2003年7月29日に司会をした番組ハッピーサンデー（快楽星期天）のロケで、正しい防災の知識を宣伝するため、陳嘉樺は3階の高さからエアーマットに飛び降りた。しかし正しい姿勢で飛び降りなかったため、腰椎を損傷。幸い手術には至らなかったが、20日間あまり入院することになった。また退院後も3〜6ヶ月間コルセットをつける必要があった。この期間録音や撮影など軽い仕事しかできなかった。そのため、2003年8月22日発売された5枚目のアルバム『super star』が発売された時には、任家萱と田馥甄だけで宣伝活動を行った。
2005年6月21日、テレビドラマ『真命天女』の撮影時、不注意でやけどを負った。耳朶にやけどを負い、両側の髪の毛も焦げてしまった。病院に送られたが、幸いにも大したことはなく、2日間休業したあと仕事に復帰している。

## 慈善活動
- 2018年〜2024年　弘道老人福利基金會 「寒冬助老」[20][21][22][23]